# Браћа Амар
Браћа Амар (Соломон, Моша, Давид, Исак и Јосиф) су браћа од стричева, београдских Јевреја. Учествовали су у ратовима за Отаџбину у Првом и Другом Балканском и Првом светском рату. Сва петорица су погинула. Једна улица у Београду је добила назив по њима. 

## Соломон И. Амар
Соломон И. Амар (Београд, 12. август 1881 – Цетиње, 7. јун 1915), био је банкарски чиновник, а у рату поднаредник инжењерске чете Дунавске дивизије, II позива. Учествовао је у оба Балканска рата. Умро је на Цетињу, 7. јуна 1915. године.

## Моша А. Амар
Моша А. Амар (Београд, 9. април 1987 – 12. октобар 1912) био је трговац, а у рату резервни коњички потпоручник. Погинуо је код Феризовића, данашњег Урошевца, 12. октобра 1912. године. Моша је први на челу свог ескадрона ушао у Феризовић, где су му становници дали хлеб и со, као знак предаје. Али он је истог дана изненада нападнут од стране две хиљаде Арнаута, са којима је повео борбу, и у којој је погинуо заједно са својим целим ескадроном. Његови посмртни остаци су пренесени у Београд и сахрањени 8. новембра 1912. године на Јеврејском гробљу, у Ратничкој парцели.

## Давид И. Амар
Давид И. Амар (Београд, 1. септембар 1883 – 8. август 1916) био је банкарски чиновник, а у рату резервни коњички поручник, водник III вода Дунавске Дивизије, Коњичког Ескадрона. Учествовао је у оба Балканска рата. Одликован је медаљама за храброст и за ревносну службу. Погинуо је 8. августа 1916. године, код места Овчја Глава на Островском Језеру. На сам дан његове погибије, одликован је Карађорђевом звездом с мачевима IV степена.

## Исак Р. Амар
Исак Р. Амар (Београд, 1880 – 18. октобар 1912) био је трговачки помоћник, а у рату каплар 1. чете, 2. батаљона XVIII п. пука. Погинуо је на положају Младо Нагоричане, 18. октобра 1912. године.

## Јосиф И. Амар
Јосиф И. Амар (Београд, 28. април 1878 – септембар 1915) био је чиновник, а у току рата наредник – водник, VII п. пука, II позива. Учествовао је у оба Балканска рата. Погинуо је у септембру 1915. године, код Аде Циганлије. Гробно место није познато.

## Галерија
- Амар И. Соломон
- Амар А. Моша
- Амар И. Давид
- Амар А. Исак
- Амар И. Јосиф